# Il libraio di Selinunte
Il libraio di Selinunte di Roberto Vecchioni, pubblicato nel 2004, è un libro che affronta il tema della comprensione di ciò che le parole possono trasmetterci.

## Trama
Il racconto è ambientato in un imprecisato futuro in cui l'umanità ha dimenticato l'uso del linguaggio. Si cerca di comunicare a gesti, con una fatica infinita che compromette il livello di civiltà. Il protagonista è l'unico che ricorda il significato delle parole. È lui a raccontare l'antefatto della situazione. 
Egli ricorda che la città senza nome è in realtà Selinunte, la sua disgrazia risale a quando il protagonista era ragazzino. Nicolino, questo era il suo nome, racconta dell'arrivo in città di un nuovo libraio, l'uomo più brutto che si fosse mai visto, il quale non vende libri, ma li legge a chi lo vuole ascoltare.
Dopo i primi momenti di curiosità, gli abitanti di Selinunte snobbano il libraio, e poi cominciano a odiarlo, arrivando a ritenerlo persino una manifestazione del demonio. Ma è grazie a lui che Nicolino scopre di sentirsi attratto dalla bellezza che possono suscitare i libri nell'animo e non potrà più farne a meno. Grazie alla complicità con lo zio Nestore, che accetta di coprirlo, Nicolino può correre ad ascoltare di nascosto le solitarie letture del libraio.
Una sera però si rende conto che le cose cambiano quando il libraio pronuncia le parole "E questa è l'ultima sera, Nicolino": egli aveva sempre saputo della presenza del ragazzo e lo aveva accettato, accompagnandolo in un percorso di stupende letture. Infatti,  purtroppo la reazione della città al corpo estraneo rappresentato dal libraio scatena la tragedia. Una mano sconosciuta dà fuoco alla libreria, tutto brucia in un rogo di fiamme altissime, neppure il corpo del proprietario viene più ritrovato.
Poco dopo, tutti i libri se ne andranno dalla città seguendo un fantastico pifferaio che si tuffa in mare con migliaia di volumi blu che volano a gettarsi nell'acqua, e Selinunte rimarrà senza le parole e i loro significati.

## Ambientazione
L'ambiente descritto è quello di Selinunte, antico borgo marinaro abitato da pescatori e costruito attorno all'antica acropoli greca. Oggi fa parte del territorio della città di Castelvetrano, che da qualche anno ha assunto la denominazione di Castelvetrano-Selinunte.

## Significati
I temi trattati nel libro di Roberto Vecchioni sono la comprensione e il messaggio che ci viene trasmesso dalle "Sfumature" delle parole, che vengono meno alla città di Selinunte. Senza l'ausilio di questi molteplici significati delle parole, le persone non riescono ad esprimere i propri sentimenti o idee.

## Edizioni
- Roberto Vecchioni, Il libraio di Selinunte, collana I Coralli, Einaudi, 2004,  p. 65, ISBN 88-06-16739-1.